# Grands parcs de Montréal

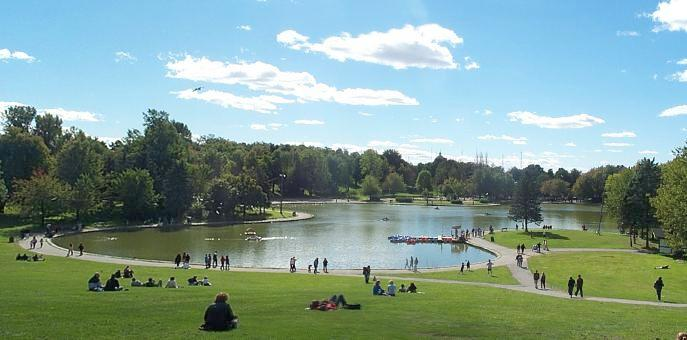
Озеро Бівер, Парк Маунт Роял

Мережа Grands parcs de Montréal (Великі парки Монреаля) складається з природних просторів, цінних завдяки своєму біорізноманіттю та красі. У деяких парках можна знайти старі будинки, придбані містом.
Мережа адмініструється Service des grands parcs, du verdissement et du Mont-Royal.

## Міські парки[2]
- Парк Рене-Левеска · Parc René-Lévesque
- Парк Ангріньон · Parc Angrignon
- Рапідс Парк · Parc des Rapides (Montréal)
- Парк Tiohtià:ke Otsira'kéhne · Parc Tiohtià:ke Otsira’kéhne
- Парк Маунт Роял · Parc du Mont-Royal
- Парк Жанни Манс · Parc Jeanne-Mance
- Джаррі Парк · Parc JarryДжаррі Парк
- Парк Дьєп · Parc de Dieppe

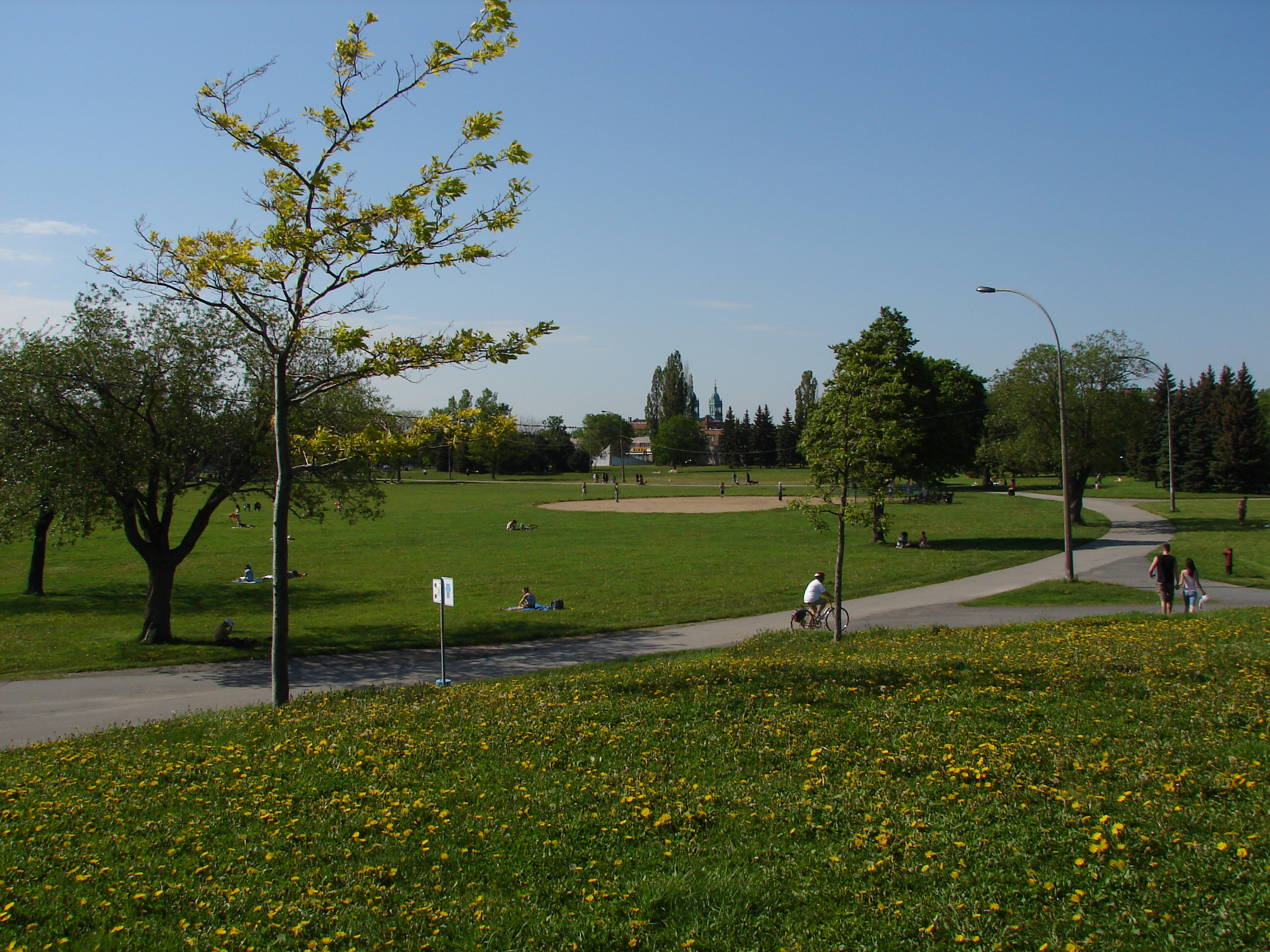
Джаррі Парк

- Парк Жан-Драпо · Parc Jean-Drapeau
- Парк Ла Фонтен · Parc La Fontaine
- Парк Фредеріка-Бека · Parc Frédéric-Back (екологічний комплекс Сен-Мішель · Complexe environnemental de Saint-Michel)
- Парк Мезоннев · Parc Maisonneuve
- Парк Променад-Бельрів · Parc de la Promenade-Bellerive
- Grand Parc de L'Ouest[en] (заплановано)

## Природні парки

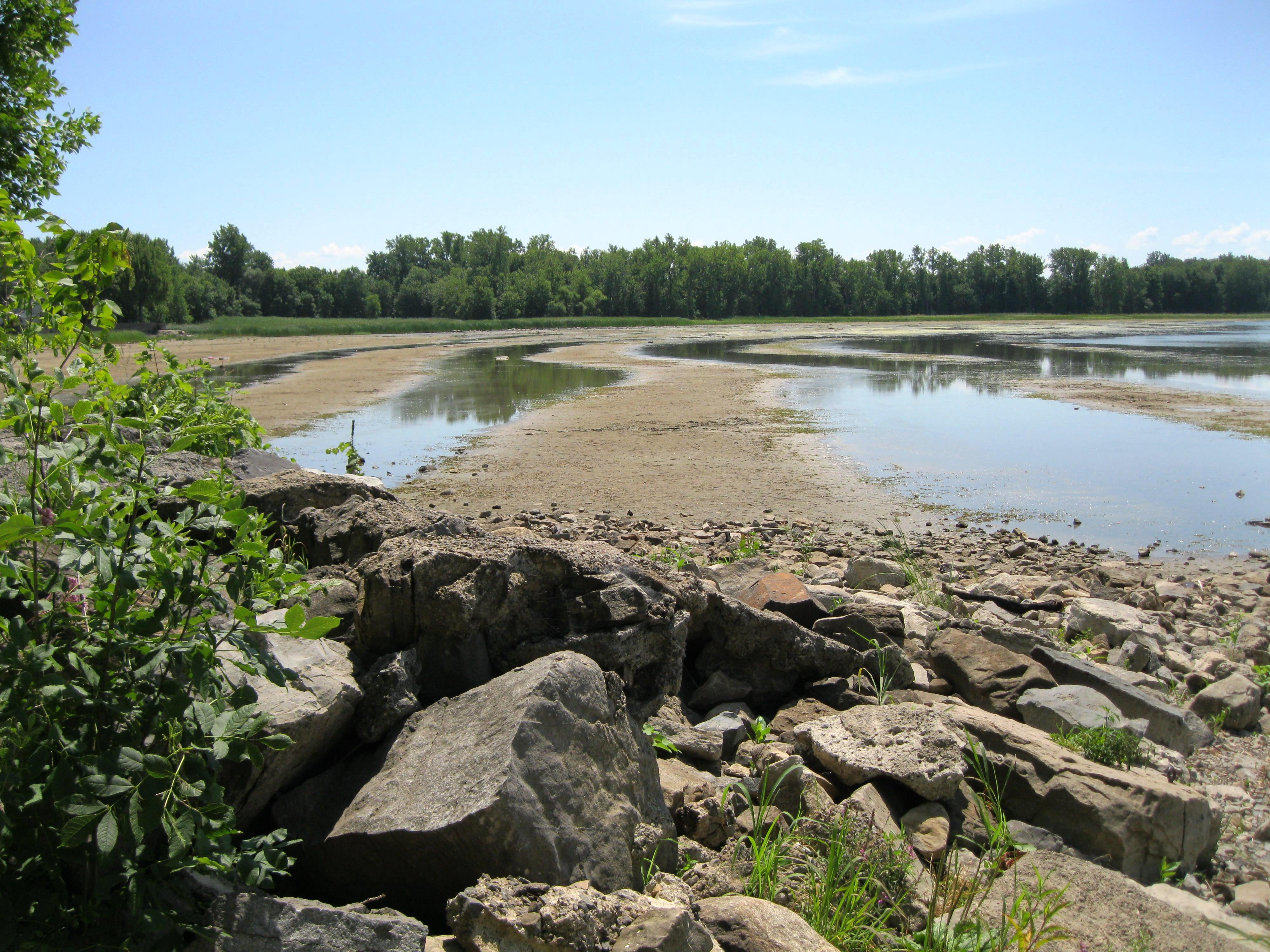
Природний парк Анс-а-л'Орм

### Ландшафтні природні парки
- Природний парк Анс-а-л'Орм · Parc-nature de l'Anse-à-l'Orme
- Природний парк Кап Сен-Жак · Parc-nature du Cap Saint-Jacques
- Природний парк Буа-де-л'Іль-Бізар · Parc-nature du Bois-de-l’Île-Bizard
- Природний парк Буа-де-Ліс · Parc-nature du Bois-de-Liesse
- Природний парк Буа-де-Сарагвай · Parc-nature du Bois-de-Saraguay
- Природний парк Іль-де-ла-Візітанс · Parc-nature de l'Île-de-la-Visitation
- Природний парк Рюісо-де-Монтіньї · Parc-nature du Ruisseau-De Montigny
- Природний парк Пуант-о-Прері · Parc-nature de la Pointe-aux-Prairies

### Незабудовані природні парки
- Природний парк Буа-д'Анжу · Parc-nature du Bois-d'Anjou
- Природний парк Рапід-дю-Шеваль-Блан · Parc-nature des Rapides-du-Cheval-Blanc
- Аграрний парк Буа-де-ла-Рош · Parc agricole du Bois-de-la-Roche